# Арсоне
Арсоне (фр. Arçonnay) насеље је и општина у западној Француској у региону Лоара, у департману Сарт која припада префектури Мамер.
По подацима из 2011. године у општини је живело 1843 становника, а густина насељености је износила 234 становника/km². Општина се простире на површини од 7,85 km². Налази се на средњој надморској висини од 144 метара (максималној 191 m, а минималној 133 m).

## Демографија
| 1962. | 1968. | 1975. | 1982. | 1990. | 1999. | 2011. |
| ----- | ----- | ----- | ----- | ----- | ----- | ----- |
| 507   | 611   | 1.040 | 1.488 | 1.752 | 1.837 | 1.843 |

График промене броја становника у току последњих година